# إيرل كالواي
إيرل كالواي (بالإنجليزية: Earl Calloway) مواليد 30 سبتمبر 1983 في أتلانتا، هو لاعب كرة سلة أمريكي. بدأ مسيرته الاحترافية في سنة 2007. يلعب في الدوري التركي لكرة السلة كلاعب هجوم خلفي. يحمل الرقم 11. يبلغ طوله 6 قدم 3 بوصة (1.9 م).

## المسيرة الاحترافية
لعب مع فورت واين ماد أنتس في موسم 2007–2008، ثم لعب مع نادي سيبونا لكرة السلة في موسم 2008–2009، ثم لعب مع نادي إشبيلية لكرة السلة في الدوري الإسباني من سنة 2009 إلى 2012، ثم لعب مع بالونكيستو مالقا من سنة 2012 إلى 2014، ثم لعب مع عنتاب لكرة السلة في الدوري التركي من سنة 2014 إلى 2016.

## روابط خارجية
- إيرل كالواي على موقع الاتحاد الدولي لكرة السلة (الإنجليزية)
- إيرل كالواي على موقع الدوري الأوروبي لكرة السلة (الإنجليزية)
- إيرل كالواي على موقع الدوري الإسباني لكرة السلة (الإسبانية)
- إيرل كالواي على موقع كرة السلة الأوروبية.كوم (الإنجليزية)
- إيرل كالواي على موقع كلية كرة السلة في سبورتس رفرنس.كوم (الإنجليزية)
- إيرل كالواي على موقع ريلجم (الإنجليزية)
- إيرل كالواي على موقع بروبوليرز (الإنجليزية)
- إيرل كالواي على موقع سبورتس رفرنس (الإنجليزية)
- إيرل كالواي على موقع سبورتس رفرنس (الإنجليزية)